# Karl Beurlen
Karl Theodor Beurlen (Aalen, 17 de abril de 1901 — Tübingen, 27 de dezembro de 1985) foi um paleontólogo alemão.

## Biografia
Filho de um professor do ensino fundamental, cedo mostrou interesse por ciências naturais. A partir de 1919 estudou geologia na Universität Tübingen, onde obteve em 1923 um doutorado em paleontologia de amonites do Jurássico Superior, orientado por Edwin Hennig, sendo na sequência seu assistente. Em 1925 foi para a Universidade de Königsberg. Em 1934 foi professor e conselheiro administrativo do Instituto Geopaleontológico da Universidade de Quiel. De 1937 a 1945 foi diretor da Divisão de Ciência dos Solos (geologia, mineralogia e geofísica) do Reichsforschungsrat. Em 1941 foi professor de paleontologia e estratigrafia da Universidade de Munique, onde foi conselheiro administrativo do Instituto de Paleontologia. Tendo sido demitido com base no processo de desnazificação após a Segunda Guerra Mundial, foi para o Brasil em 1950, onde trabalhou como paleontólogo no Instituto Geológico Brasileiro na cidade do Rio de Janeiro. No Brasil trabalhou no processamento de fósseis da fauna do supercontinente sul Gondwana, tornando-se seguidor da na época ainda fortemente rejeitada teoria da deriva continental de Alfred Wegener. A partir de 1958 construiu o Instituto Geopaleontológico da recém fundada Universidade do Recife. Em razão das condições políticas instáveis após o Golpe de 1964, aposentou-se em 1969 e retornou à Alemanha. Lá escreveu diversos livros sobre fósseis, que foram de grande vendagem.
Em suas obras da década de 1930 era seguidor da teoria que negava o evolucionismo darwiniano, a teoria da evolução ortogenética, influenciada pela ideologia nacional-socialista. Semelhantes ideias foram seguidas na época for outros paleontólogos da Alemanha, como Otto Schindewolf e Edwin Hennig.
No Brasil descreveu dentre outros em 1962 a estratigrafia da Formação Santana, conhecida por diversos fósseis de peixes do período Cretáceo na Chapada do Araripe.
Em 1936 foi eleito membro da Academia Leopoldina. Em 1937 foi presidente da Deutsche Gesellschaft für Geowissenschaften e em 1938 da Paläontologische Gesellschaft. Desde 1941 foi membro da Academia de Ciências da Baviera. Em 1970 recebeu o título de Doutor Honoris Causa da Universidade do Recife. Em 1972 recebeu a medalha de ouro da Sociedade Brasileira de Geologia e em 1985 a medalha de prata da Sociedade Brasileira de Paleontologia.
Casou em 1925 e teve cinco filhos, dois dos quais tornaram-se geólogos.

## Obras
- Geologie von Brasilien. Borntraeger, Berlin 1970
- Fossilien – Handbuch und Führer für den Sammler. Natur-Verlag, Augsburg  1990
- Welche Versteinerung ist das? Kosmos Naturführer, Franckh, 10. Auflage 1978
- Die Alb und ihre Fossilien. Franckh, Stuttgart, 1978, 2. Aufl. 1981
- Geologie: Die Geschichte der Erde und des Lebens. 2. Auflage. Franckh, Stuttgart 1975
- Versteinerungen. Fossilien der Wirbellosen mit Anhang Wirbeltiere und Pflanzen . Mosaik Verlag, München 1986
- Die geologische Entwicklung des atlantischen Ozeans. Schweizerbart, Stuttgart 1974
- Erd- und Lebensgeschichte. Eine Einführung in die Historische Geologie. Quelle & Meyer, 1939
- Geologie und Paläontologie. Winter, Heidelberg 1943
- Urweltleben und Abstammungslehre. Schwab, Stuttgart 1949
- Vergleichende Stammesgeschichte: Grundlagen, Methoden, Probleme unter besonderer Berücksichtigung der höheren Krebse. Borntraeger, Berlin 1930
- Das Gesetz der Überwindbarkeit des Todes in der Biologie. Franke, Breslau 1933